# Eye Castle
Eye Castle är ett slott i Storbritannien.   Det ligger i grevskapet Suffolk och riksdelen England, i den sydöstra delen av landet, 120 km nordost om huvudstaden London. Eye Castle ligger 34 meter över havet.
Terrängen runt Eye Castle är platt. Runt Eye Castle är det ganska tätbefolkat, med 120 invånare per kvadratkilometer. Närmaste större samhälle är Diss, 6,9 km norr om Eye Castle. Trakten runt Eye Castle består till största delen av jordbruksmark.